# Palatinus-kápolna (Palermo)
A Palatinus-kápolna (olaszul: Cappella Palatina) királyi kápolna Palermóban, a Normannok Palotáján belül. Az épület bizánci, normann és fátimida stílusjegyeket is hordoz, reprezentálva a normann hódítás utáni, 12. századi háromkultúrájú Szicíliát. Az arab–normann Palermo, valamint Cefalù és Monreale székesegyházai világörökségi együttes része.

## Történelem
A kápolna építését 1132-ben II. Roger király rendelte el, hogy a már 1080-ban épült régi kápolna helyett egy új épüljön fel. Nyolc éven át tartott az építkezés, a kápolna királyi rangot kapott, a mozaikokkal 1143-ra készültek el. A Péter apostolnak szánt szentély a régi bazilikáról való emlék jele. Három apszisa van hat boltívvel.

## Épület belseje

### Kápolna
A kápolnán belül különböző stílusok vannak: a kapu díszítő elemeihez a normann építészet köthető, a diadalívek és a mennyezet mukarnasz diszítése az iszlám építészethez, a mozaikok és a kupola a bizánci építészethez köthető. A mennyezet a főhajóban egy nyolcágú csillag található, ami jellemző az iszlámban.
A kápolna egy kelet-nyugati folyósóval együtt épült. A nyugati oldalon a trón található, a keleti részen egy szentély volt egy hajóval ami a két oldalt kötötte össze. A szentély északi fala mellett volt a királyi erkély és az északi kápolna, ahonnan az uralkodó figyelemmel kísérhette és hallgathatta a jeles eseményekkor a litúrgiákat. A hajóban két oszlopsor húzodott, az oszlopok között ablakok voltak. A kápolnát arannyal, gyönyökkel, porfírral, selyemmel és márvánnyal díszítették.

### Hajó
A hajó eredetileg nem tartalmazott keresztény ábrázolásokat. Eredetileg még II. Roger idején épült. Az ábrázolásokat II. Roger uralkodása után I. Vilmos és II. Vilmos idején készítették el. A hajó mennyezetén arab, latin és görög írások vannak.

### Szentély
A normann kultúra kifejeződéseként Szent Dionüszosz és Szent Márton látható. A bizánci hatásnak köszönhető a mozaikok megléte. A szentély kupolájának csúcsán a Pantokrátor mozaikja látható, angyalokkal, profétákkal, evangélistákkal és szentekkel.

## Galéria

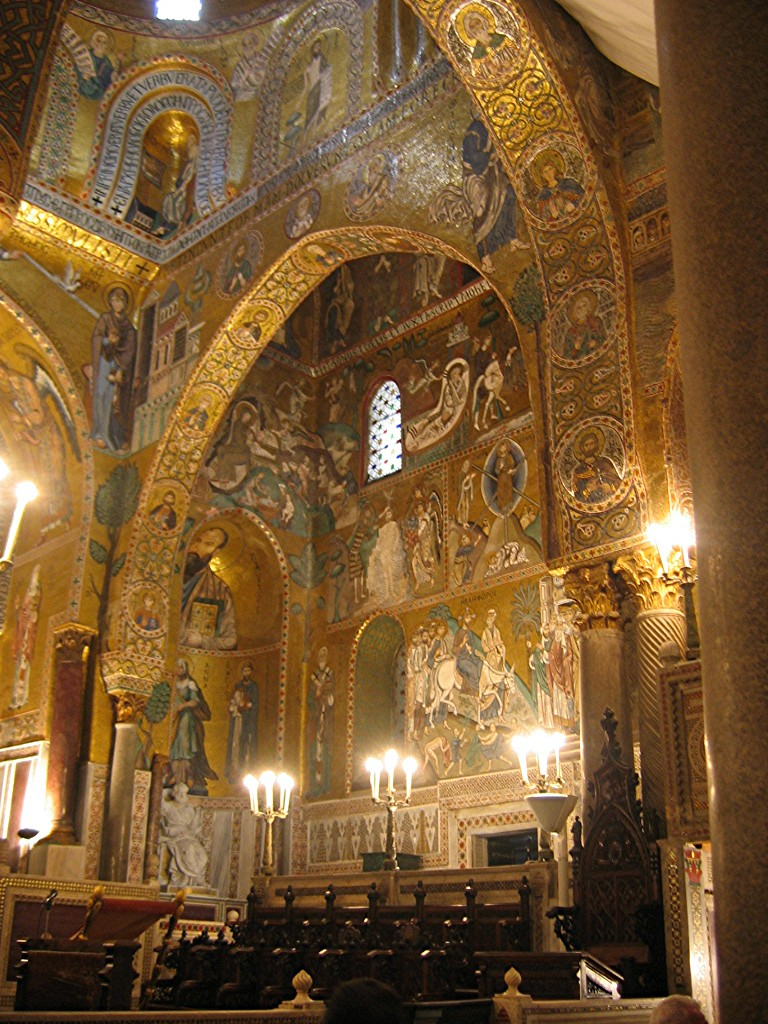
A kápolna belseje
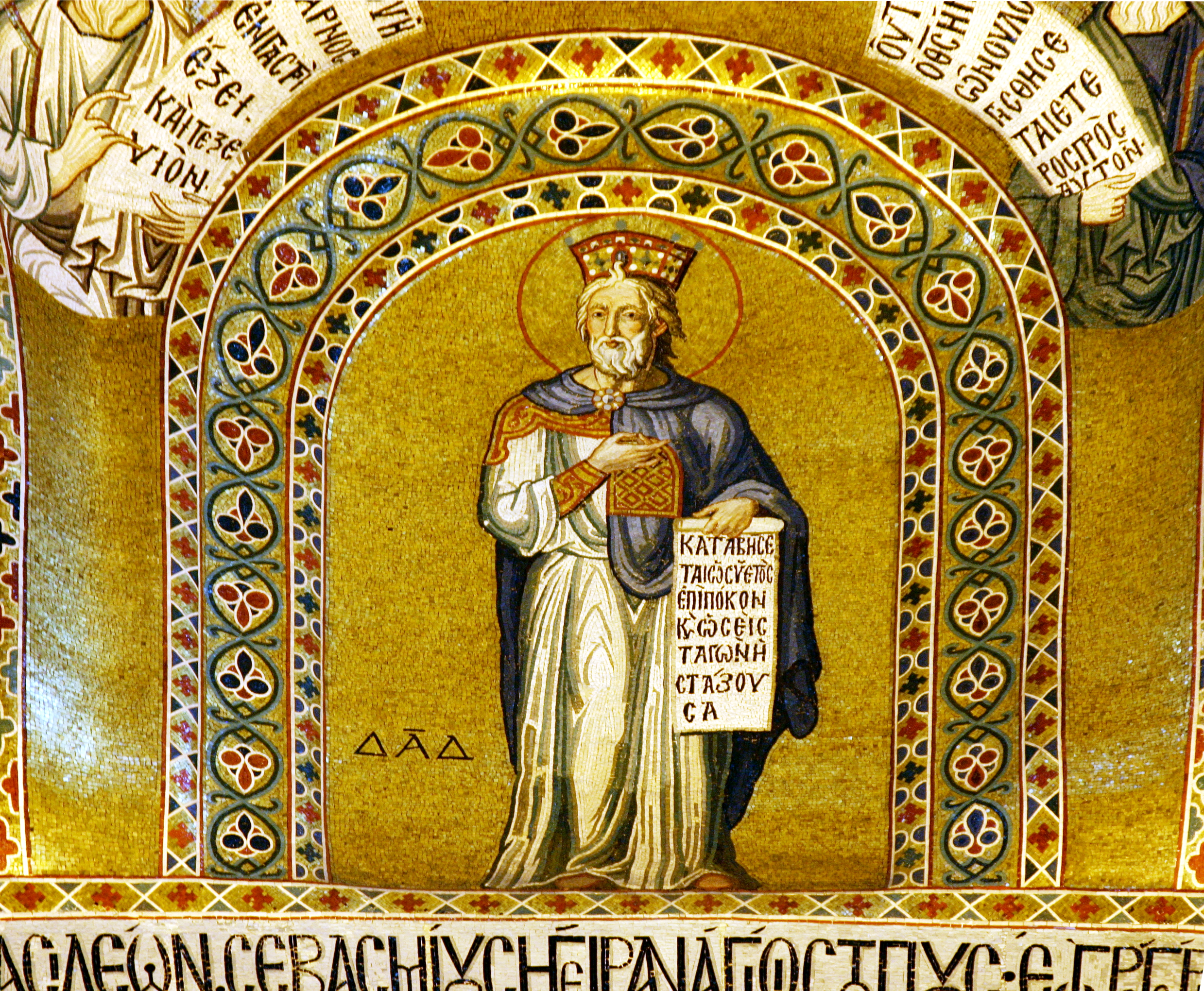
Mozaik
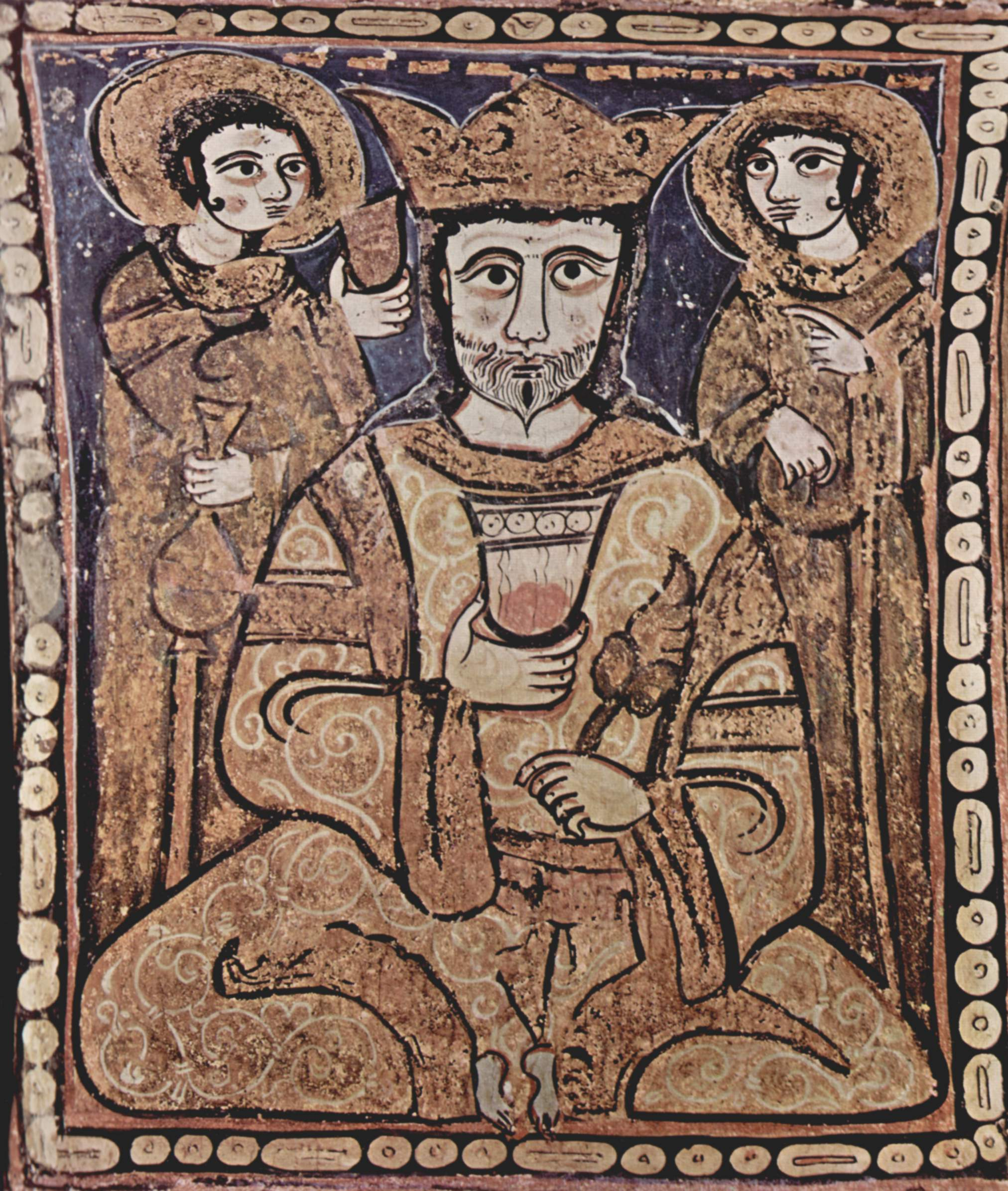
Arab stílusú mukarnasz festmény II. Roger királyról
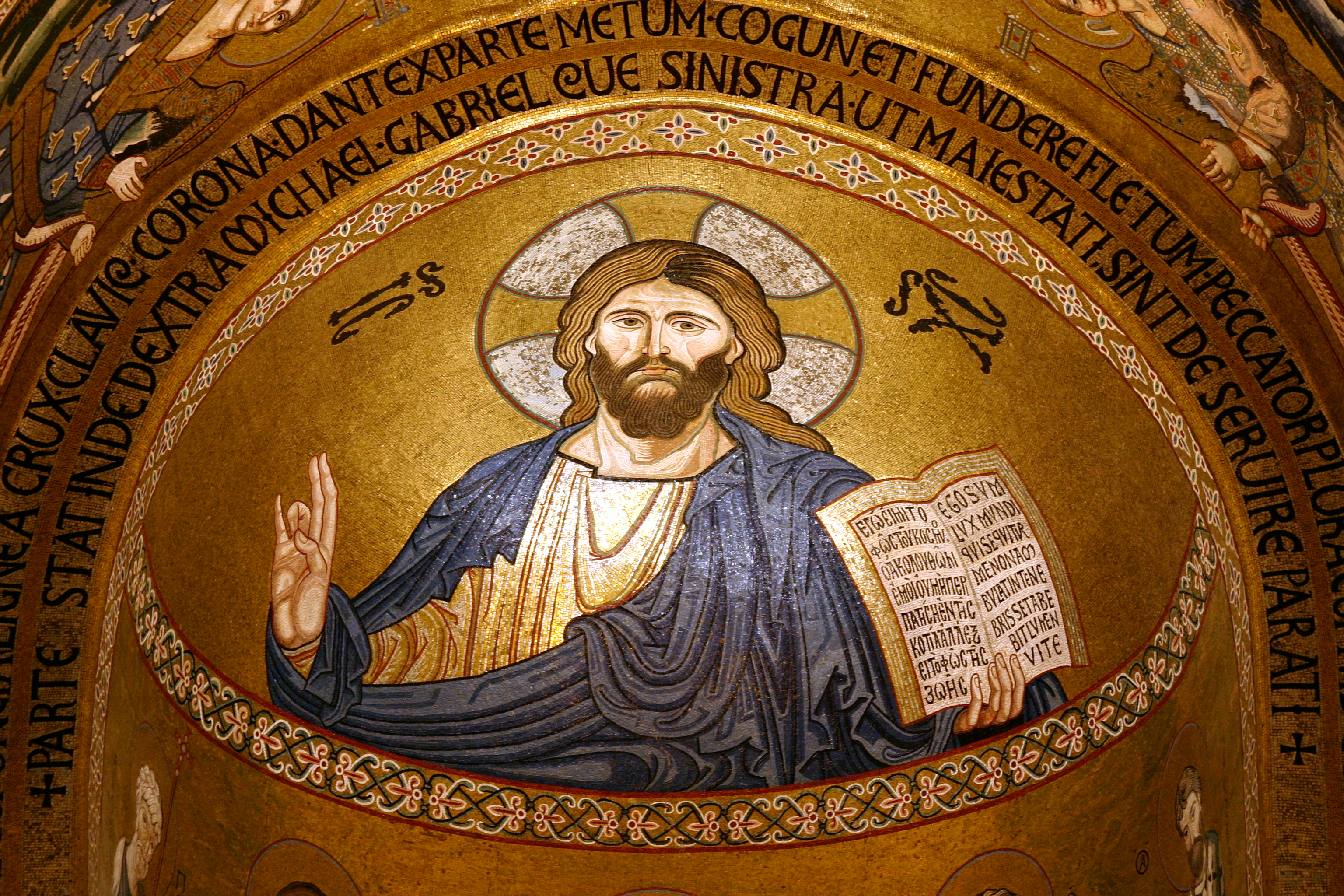
A Pantokrátor mozaikja
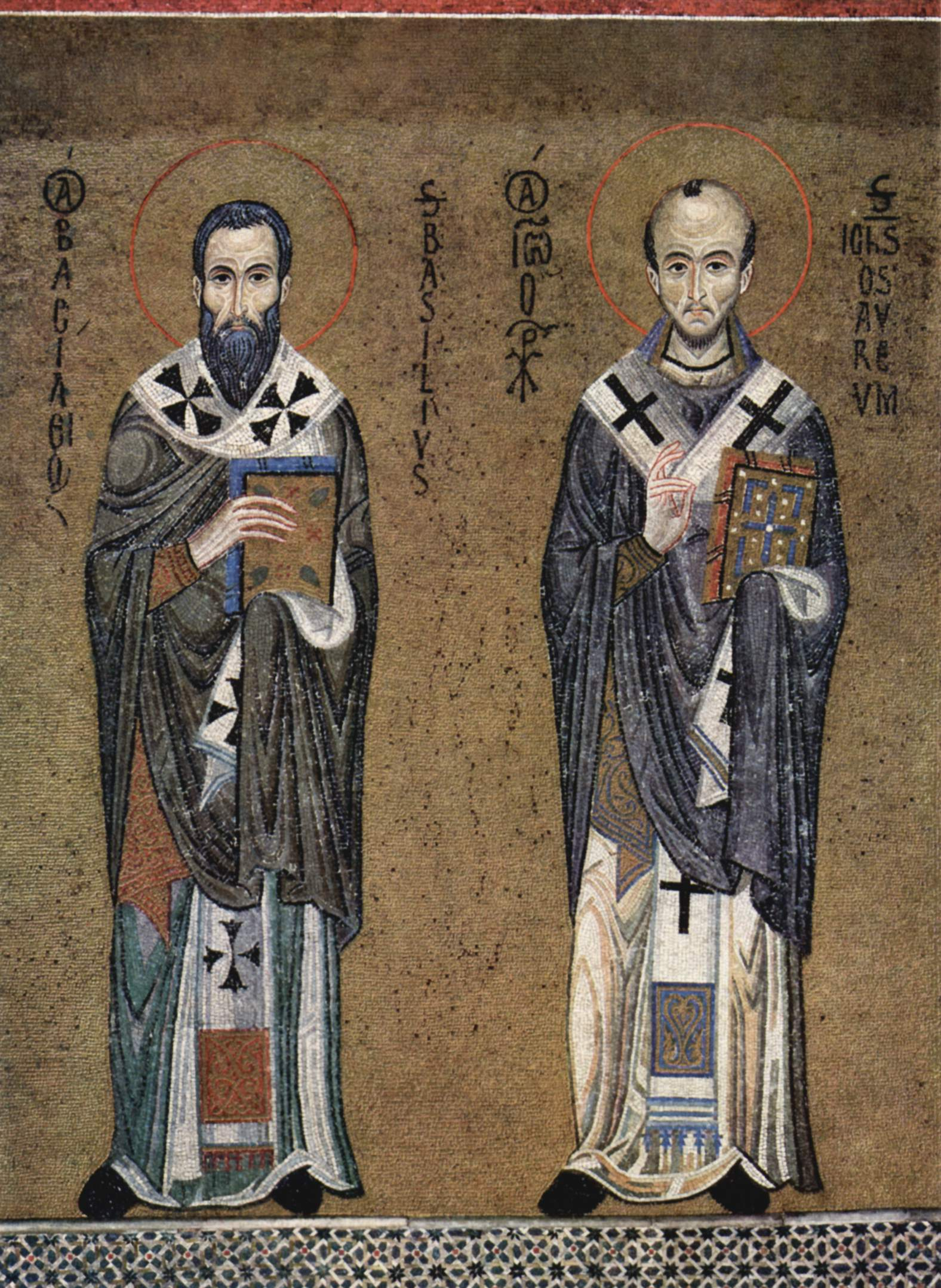
Bizánci mozaikok